# Xã Dawes, Quận Thurston, Nebraska
Xã Dawes (tiếng Anh: Dawes Township) là một xã thuộc quận Thurston, tiểu bang Nebraska, Hoa Kỳ. Năm 2010, dân số của xã này là 336 người.